# Puig d'en Tarba
El Puig d'en Tarba és una muntanya de 563 metres que es troba al municipi d'Espolla, a la comarca catalana de l'Alt Empordà.